# Erínome (satélite)
Erínome (Erinoma latín), o Júpiter XXV, es un satélite retrógrado irregular de Júpiter. Fue descubierto por un equipo de astrónomos de la Universidad de Hawái dirigidos por Scott S. Sheppard, en el año 2000, y recibió la designación provisional de S/2000 J 4.

Erínome tiene unos 3,2 kilómetros de diámetro, y orbita a Júpiter a una distancia media de 22,986 Millones de km en 711.965 días, a una inclinación de 164° respecto a la eclíptica (162° al ecuador de Júpiter), en una dirección retrógrada y con una excentricidad de 0,3678. 
Fue nombrado en octubre de 2002 como Erínome, uno de los amoríos de Júpiter (Zeus); era una mujer chipriota a quien la propia Venus sometió al dominio amoroso de Júpiter.
Pertenece al grupo de Carmé, compuesto por los satélites irregulares retrógrados de Júpiter en órbitas entre los 23 y 24 millones de km y en una inclinación de alrededor de 165°.